# Rallye-Weltmeisterschaft 1987
Die FIA-Rallye-Weltmeisterschaft 1987 wurde am 17. Januar in Monte Carlo gestartet und endete am 25. November in Großbritannien. Insgesamt wurden 13 Weltmeisterschaftsläufe auf vier Kontinenten gefahren. Der Finne Juha Kankkunen gewann zum zweiten Mal in Folge den Weltmeistertitel.

## Teams und Fahrer
| Team                             | Hersteller | Auto                      | Fahrer              | Rallye              |
| -------------------------------- | ---------- | ------------------------- | ------------------- | ------------------- |
| Martini Racing                   | Lancia     | Delta HF 4WD              | Juha Kankkunen      | 1–3, 6–7, 10, 13    |
| Martini Racing                   | Lancia     | Delta HF 4WD              | Miki Biasion        | 1, 3, 5–7, 9, 12    |
| Martini Racing                   | Lancia     | Delta HF 4WD              | Bruno Saby          | 1, 5, 12–13         |
| Martini Racing                   | Lancia     | Delta HF 4WD              | Markku Alén         | 2–3, 6–7, 10, 12–13 |
| Martini Racing                   | Lancia     | Delta HF 4WD              | Mikael Ericsson     | 2, 13               |
| Martini Racing                   | Lancia     | Delta HF 4WD              | Vic Preston jr.     | 4                   |
| Martini Racing                   | Lancia     | Delta HF 4WD              | Yves Loubet         | 5                   |
| Martini Racing                   | Lancia     | Delta HF 4WD              | Jorge Recalde       | 7                   |
| Martini Racing                   | Lancia     | Delta HF 4WD              | Franz Wittmann      | 8                   |
| Mazda Rally Team Europe          | Mazda      | 323 4WD                   | Timo Salonen        | 1–3, 10, 13         |
| Mazda Rally Team Europe          | Mazda      | 323 4WD                   | Ingvar Carlsson     | 1–3, 9–10           |
| Mazda Rally Team Europe          | Mazda      | 323 4WD                   | Rod Millen          | 7                   |
| Philips Renault Elf              | Renault    | 11 Turbo                  | Jean Ragnotti       | 1, 3, 5–6, 12       |
| Philips Renault Elf              | Renault    | 11 Turbo                  | François Chatriot   | 1, 3, 5–6, 12       |
| Philips Renault Elf              | Renault    | 11 Turbo                  | Alain Oreille       | 5                   |
| Audi Sport                       | Audi       | 200 Quattro Coupe Quattro | Walter Röhrl        | 1, 4, 6             |
| Audi Sport                       | Audi       | 200 Quattro Coupe Quattro | Hannu Mikkola       | 4, 6, 10            |
| Audi Sport                       | Audi       | 200 Quattro Coupe Quattro | David Llewellin     | 13                  |
| Ford Motor Company               | Ford       | Ford Sierra RS Cosworth   | Stig Blomqvist      | 1–2, 4–5, 8, 10, 13 |
| Ford Motor Company               | Ford       | Ford Sierra RS Cosworth   | Kalle Grundel       | 1–2, 5              |
| Ford Motor Company               | Ford       | Ford Sierra RS Cosworth   | Carlos Sainz senior | 2, 5, 13            |
| Ford Motor Company               | Ford       | Ford Sierra RS Cosworth   | Didier Auriol       | 5, 12               |
| Ford Motor Company               | Ford       | Ford Sierra RS Cosworth   | Ari Vatanen         | 10                  |
| Volkswagen Motorsport            | Volkswagen | Golf GTI 16V              | Kenneth Eriksson    | 1–6, 8–9, 11, 13    |
| Volkswagen Motorsport            | Volkswagen | Golf GTI 16V              | Erwin Weber         | 1, 3–4, 6, 9, 11    |
| Fuji Heavy Industries            | Subaru     | RX Turbo                  | Per Eklund          | 1, 4                |
| Fuji Heavy Industries            | Subaru     | RX Turbo                  | Ari Vatanen         | 4                   |
| Fuji Heavy Industries            | Subaru     | RX Turbo                  | Possum Bourne       | 4, 8, 13            |
| GM Euro Sport                    | Opel       | Kadett GSi                | Mats Jonsson        | 2, 10, 13           |
| GM Euro Sport                    | Opel       | Kadett GSi                | Rauno Aaltonen      | 4                   |
| GM Euro Sport                    | Opel       | Kadett GSi                | Guy Fréquelin       | 5, 12               |
| GM Euro Sport                    | Opel       | Kadett GSi                | Sepp Haider         | 10, 12–13           |
| Toyota Team Europe               | Toyota     | Supra Turbo               | Björn Waldegård     | 4, 7, 11            |
| Toyota Team Europe               | Toyota     | Supra Turbo               | Lars-Erik Torph     | 4, 7, 11            |
| Toyota Team Europe               | Toyota     | Supra Turbo               | Robin Ulyate        | 4, 11               |
| Nissan Motorsports International | Nissan     | 200SX                     | Shekhar Mehta       | 4, 6–7, 11          |
| Nissan Motorsports International | Nissan     | 200SX                     | Andrea Zanussi      | 4, 6                |
| Nissan Motorsports International | Nissan     | 200SX                     | Mike Kirkland       | 4, 6, 11            |
| Nissan Motorsports International | Nissan     | 200SX                     | Mikael Ericsson     | 7                   |
| Nissan Motorsports International | Nissan     | 200SX                     | Per Eklund          | 7                   |
| Nissan Motorsports International | Nissan     | 200SX                     | Alain Ambrosino     | 11                  |
| Rothmans Motul BMW               | BMW        | M3                        | Bernard Béguin      | 5                   |
| Rothmans Motul BMW               | BMW        | M3                        | Marc Duez           | 5                   |
| Jolly Club                       | Lancia     | Lancia Delta HF 4WD       | Mikael Ericsson     | 6, 12               |
| Jolly Club                       | Lancia     | Lancia Delta HF 4WD       | Jorge Recalde       | 9                   |
| Jolly Club                       | Lancia     | Lancia Delta HF 4WD       | Alex Fiorio         | 12                  |
| Mitsubishi Ralliart Europe       | Mitsubishi | Mitsubishi Starion        | Lasse Lampi         | 10                  |
| Mitsubishi Ralliart Europe       | Mitsubishi | Mitsubishi Starion        | Antero Laine        | 10                  |
| Mitsubishi Ralliart Europe       | Mitsubishi | Mitsubishi Starion        | Patrick Tauziac     | 11                  |

## Kalender
Die eingetragenen Kilometer entsprechen der Distanz der Wertungsprüfungen. Die Distanz der Verbindungsstrecken zwischen den einzelnen WPs ist nicht enthalten (außer bei der Rallye Elfenbeinküste und Kenia).
| Rallye                                       | Rang | Fahrer           | Copilot                 | Fahrzeug                | Gesamtzeit Std:Min:Sek | Anzahl WP         | Länge      | Gestartet | im Ziel |
| -------------------------------------------- | ---- | ---------------- | ----------------------- | ----------------------- | ---------------------- | ----------------- | ---------- | --------- | ------- |
| Rallye Monte Carlo 17.–22. Januar 1987       | 1.   | Miki Biasion     | Tiziano Siviero         | Lancia Delta HF 4WD     | 7:39:50                | 26 1 abgesagt     | 593,45 km  | 161       | 93      |
| Rallye Monte Carlo 17.–22. Januar 1987       | 2.   | Juha Kankkunen   | Juha Piironen           | Lancia Delta HF 4WD     | + 00:59                | 26 1 abgesagt     | 593,45 km  | 161       | 93      |
| Rallye Monte Carlo 17.–22. Januar 1987       | 3.   | Walter Röhrl     | Christian Geistdörfer   | Audi 200 Quattro        | + 04:10                | 26 1 abgesagt     | 593,45 km  | 161       | 93      |
|                                              |      |                  |                         |                         |                        |                   |            |           |         |
| Rallye Schweden 13.–14. Februar 1987         | 1.   | Timo Salonen     | Seppo Harjanne          | Mazda 323 4WD           | 4:11:00                | 26                | 400,39 km  | 147       | 82      |
| Rallye Schweden 13.–14. Februar 1987         | 2.   | Mikael Ericsson  | Claes Billstam          | Lancia Delta HF 4WD     | + 00:23                | 26                | 400,39 km  | 147       | 82      |
| Rallye Schweden 13.–14. Februar 1987         | 3.   | Juha Kankkunen   | Juha Piironen           | Lancia Delta HF 4WD     | + 01:46                | 26                | 400,39 km  | 147       | 82      |
|                                              |      |                  |                         |                         |                        |                   |            |           |         |
| Rallye Portugal 11.–14. März 1987            | 1.   | Markku Alén      | Ilkka Kivimäki          | Lancia Delta HF 4WD     | 7:09:39                | 37                | 597,67 km  | 94        | 36      |
| Rallye Portugal 11.–14. März 1987            | 2.   | Jean Ragnotti    | Pierre Thimonier        | Renault 11 Turbo        | + 02:53                | 37                | 597,67 km  | 94        | 36      |
| Rallye Portugal 11.–14. März 1987            | 3.   | Kenneth Eriksson | Peter Diekmann          | VW Golf GTI 16V         | + 04:58                | 37                | 597,67 km  | 94        | 36      |
|                                              |      |                  |                         |                         |                        |                   |            |           |         |
| Rallye Safari 16–20. April 1987              | 1.   | Hannu Mikkola    | Arne Hertz              | Audi 200 Quattro        | 3:39:44 Strafzeit      | 83 Zeitkontrollen | 4011,3 km  | 53        | 23      |
| Rallye Safari 16–20. April 1987              | 2.   | Walter Röhrl     | Christian Geistdörfer   | Audi 200 Quattro        | 3:56:59 Strafzeit      | 83 Zeitkontrollen | 4011,3 km  | 53        | 23      |
| Rallye Safari 16–20. April 1987              | 3.   | Lars-Erik Torph  | Benny Melander          | Toyota Supra Turbo      | 4:31:09 Strafzeit      | 83 Zeitkontrollen | 4011,3 km  | 53        | 23      |
|                                              |      |                  |                         |                         |                        |                   |            |           |         |
| Rallye Korsika 7.–9. Mai 1987                | 1.   | Bernard Béguin   | Jean-Jacques Lenne      | BMW M3                  | 7:22:30                | 24                | 619,22 km  | 95        | 35      |
| Rallye Korsika 7.–9. Mai 1987                | 2.   | Yves Loubet      | Jean-Bernard Vieu       | Lancia Delta HF 4WD     | + 02:08                | 24                | 619,22 km  | 95        | 35      |
| Rallye Korsika 7.–9. Mai 1987                | 3.   | Miki Biasion     | Tiziano Siviero         | Lancia Delta HF 4WD     | + 02:28                | 24                | 619,22 km  | 95        | 35      |
|                                              |      |                  |                         |                         |                        |                   |            |           |         |
| Rallye Griechenland 31. Mai–3. Juni 1987     | 1.   | Markku Alén      | Ilkka Kivimäki          | Lancia Delta HF 4WD     | 7:25:57                | 33                | 538,55 km  | 95        | 35      |
| Rallye Griechenland 31. Mai–3. Juni 1987     | 2.   | Juha Kankkunen   | Juha Piironen           | Lancia Delta HF 4WD     | + 00:48                | 33                | 538,55 km  | 95        | 35      |
| Rallye Griechenland 31. Mai–3. Juni 1987     | 3.   | Hannu Mikkola    | Arne Hertz              | Audi 200 Quattro        | + 05:24                | 33                | 538,55 km  | 95        | 35      |
|                                              |      |                  |                         |                         |                        |                   |            |           |         |
| Rallye USA 26.–29. Juni 1987                 | 1.   | Juha Kankkunen   | Juha Piironen           | Lancia Delta HF 4WD     | 5:59:24                | 42                | 540,11 km  | 47        | 23      |
| Rallye USA 26.–29. Juni 1987                 | 2.   | Miki Biasion     | Tiziano Siviero         | Lancia Delta HF 4WD     | + 00:12                | 42                | 540,11 km  | 47        | 23      |
| Rallye USA 26.–29. Juni 1987                 | 3.   | Markku Alén      | Ilkka Kivimäki          | Lancia Delta HF 4WD     | + 00:42                | 42                | 540,11 km  | 47        | 23      |
|                                              |      |                  |                         |                         |                        |                   |            |           |         |
| Rallye Neuseeland 11.–14. Juli 1987          | 1.   | Franz Wittmann   | Jörg Pattermann         | Lancia Delta HF 4WD     | 6:56:00                | 36                | 593,54 km  | 51        | 17      |
| Rallye Neuseeland 11.–14. Juli 1987          | 2.   | Kenneth Eriksson | Peter Diekmann          | VW Golf GTI 16V         | + 00:47                | 36                | 593,54 km  | 51        | 17      |
| Rallye Neuseeland 11.–14. Juli 1987          | 3.   | Possum Bourne    | Michael Eggleton        | Subaru RX Turbo         | + 08:25                | 36                | 593,54 km  | 51        | 17      |
|                                              |      |                  |                         |                         |                        |                   |            |           |         |
| Rallye Argentinien 4.–8. August 1987         | 1.   | Miki Biasion     | Tiziano Siviero         | Lancia Delta HF 4WD     | 7:10:27                | 26                | 596,55 km  | 64        | 23      |
| Rallye Argentinien 4.–8. August 1987         | 2.   | Jorge Recalde    | Jorge del Buono         | Lancia Delta HF 4WD     | + 01:01                | 26                | 596,55 km  | 64        | 23      |
| Rallye Argentinien 4.–8. August 1987         | 3.   | Erwin Weber      | Matthias Feltz          | VW Golf GTI 16V         | + 26:44                | 26                | 596,55 km  | 64        | 23      |
|                                              |      |                  |                         |                         |                        |                   |            |           |         |
| Rallye Finnland 27.–30. August 1987          | 1.   | Markku Alén      | Ilkka Kivimäki          | Lancia Delta HF 4WD     | 5:12:22                | 52                | 494,44 km  | 165       | 66      |
| Rallye Finnland 27.–30. August 1987          | 2.   | Ari Vatanen      | Terry Harryman          | Ford Sierra RS Cosworth | + 05:32                | 52                | 494,44 km  | 165       | 66      |
| Rallye Finnland 27.–30. August 1987          | 3.   | Stig Blomqvist   | Bruno Berglund          | Ford Sierra RS Cosworth | + 06:29                | 52                | 494,44 km  | 165       | 66      |
|                                              |      |                  |                         |                         |                        |                   |            |           |         |
| Rallye Elfenbeinküste 22.–26. September 1987 | 1.   | Kenneth Eriksson | Peter Diekmann          | VW Golf GTI 16V         | 0:48:57 Strafzeit      | 29 Zeitkontrollen | 3831,49 km | 43        | 11      |
| Rallye Elfenbeinküste 22.–26. September 1987 | 2.   | Shekhar Mehta    | Rob Combes              | Nissan 200SX            | 1:09:18 Strafzeit      | 29 Zeitkontrollen | 3831,49 km | 43        | 11      |
| Rallye Elfenbeinküste 22.–26. September 1987 | 3.   | Erwin Weber      | Matthias Feltz          | VW Golf GTI 16V         | 2:05:56 Strafzeit      | 29 Zeitkontrollen | 3831,49 km | 43        | 11      |
|                                              |      |                  |                         |                         |                        |                   |            |           |         |
| Rallye Sanremo 12.–15. Oktober 1987          | 1.   | Miki Biasion     | Tiziano Siviero         | Lancia Delta HF 4WD     | 6:09:19                | 38                | 529,99 km  | 125       | 55      |
| Rallye Sanremo 12.–15. Oktober 1987          | 2.   | Bruno Saby       | Jean-François Fauchille | Lancia Delta HF 4WD     | + 05:11                | 38                | 529,99 km  | 125       | 55      |
| Rallye Sanremo 12.–15. Oktober 1987          | 3.   | Jean Ragnotti    | Pierre Thimonier        | Renault 11 Turbo        | + 07:36                | 38                | 529,99 km  | 125       | 55      |
|                                              |      |                  |                         |                         |                        |                   |            |           |         |
| Rallye Großbritannien 22.–25. November 1987  | 1.   | Juha Kankkunen   | Juha Piironen           | Lancia Delta HF 4WD     | 5:26:36                | 47                | 513,29 km  | 165       | 85      |
| Rallye Großbritannien 22.–25. November 1987  | 2.   | Stig Blomqvist   | Bruno Berglund          | Ford Sierra RS Cosworth | + 03:40                | 47                | 513,29 km  | 165       | 85      |
| Rallye Großbritannien 22.–25. November 1987  | 3.   | Jimmy McRae      | Ian Grindrod            | Ford Sierra RS Cosworth | + 06:39                | 47                | 513,29 km  | 165       | 85      |

| Farbe  | Untergrund |
| ------ | ---------- |
| Gold   | Schotter   |
| Silber | Asphalt    |
| Blau   | Eis/Schnee |
| Bronze | Gemischt   |

## Klassifikationen
| Rang   | 1  | 2  | 3  | 4  | 5 | 6 | 7 | 8 | 9 | 10 |
| Punkte | 20 | 15 | 12 | 10 | 8 | 6 | 4 | 3 | 2 | 1  |

### Fahrerwertung
| Rang | Fahrer              | MON | SWE | POR | KEN | FRA | GRE | USA | NZL | ARG | FIN | CIV | ITA | GBR | Punkte |
| ---- | ------------------- | --- | --- | --- | --- | --- | --- | --- | --- | --- | --- | --- | --- | --- | ------ |
| 1    | Juha Kankkunen      | 15  | 12  | 10  | –   | –   | 15  | 20  | –   | –   | 8   | –   | –   | 20  | 100    |
| 2    | Miki Biasion        | 20  | –   | 3   | –   | 12  | 4   | 15  | –   | 20  | –   | –   | 20  | –   | 94     |
| 3    | Markku Alén         | –   | 8   | 20  | –   | –   | 20  | 12  | –   | –   | 20  | –   | –   | 8   | 88     |
| 4    | Kenneth Eriksson    | 8   | 3   | 12  | –   | –   | –   | –   | 15  | 10  | –   | 20  | –   | 2   | 70     |
| 5    | Jean Ragnotti       | 6   | –   | 15  | –   | 10  | 8   | –   | –   | –   | –   | –   | 12  | –   | 51     |
| 6    | Erwin Weber         | 4   | –   | –   | 10  | –   | 6   | –   | –   | 12  | –   | 12  | –   | –   | 44     |
| 7    | Stig Blomqvist      | –   | 6   | –   | –   | –   | –   | –   | –   | –   | 12  | –   | –   | 15  | 33     |
| 8    | Hannu Mikkola       | –   | –   | –   | 20  | –   | 12  | –   | –   | –   | –   | –   | –   | –   | 32     |
| 9    | Jorge Recalde       | –   | –   | 1   | –   | –   | 10  | 4   | –   | 16  | –   | –   | –   | –   | 30     |
| 10   | Mikael Ericsson     | –   | 15  | –   | –   | –   | –   | –   | –   | –   | –   | –   | 3   | 10  | 28     |
| 11   | Walter Röhrl        | 12  | –   | –   | 15  | –   | –   | –   | –   | –   | –   | –   | –   | –   | 27     |
| 12   | Per Eklund          | 1   | 4   | –   | 8   | –   | –   | 2   | –   | –   | 10  | –   | –   | –   | 25     |
| 13   | François Chatriot   | 3   | –   | 8   | –   | 8   | 3   | –   | –   | –   | –   | –   | –   | –   | 22     |
| 14   | Timo Salonen        | –   | 20  | –   | –   | –   | –   | –   | –   | –   | –   | –   | –   | –   | 20     |
| 14   | Bernard Béguin      | –   | –   | –   | –   | 20  | –   | –   | –   | –   | –   | –   | –   | –   | 20     |
| 14   | Franz Wittmann      | –   | –   | –   | –   | –   | –   | –   | 20  | –   | –   | –   | –   | –   | 20     |
| 17   | Ingvar Carlsson     | 10  | 10  | –   | –   | –   | –   | –   | –   | –   | –   | –   | –   | –   | 20     |
| 18   | Shekhar Mehta       | –   | –   | –   | –   | –   | –   | 3   | –   | –   | –   | 15  | –   | –   | 18     |
| 19   | Ari Vatanen         | –   | –   | –   | 1   | –   | –   | –   | –   | –   | 15  | –   | –   | –   | 16     |
| 20   | Yves Loubet         | –   | –   | –   | –   | 15  | –   | –   | –   | –   | –   | –   | –   | –   | 15     |
| 20   | Bruno Saby          | –   | –   | –   | –   | –   | –   | –   | –   | –   | –   | –   | 15  | –   | 15     |
| 22   | Didier Auriol       | –   | –   | –   | –   | 3   | –   | –   | –   | –   | –   | –   | 10  | –   | 13     |
| 23   | Lars-Erik Torph     | –   | –   | –   | 12  | –   | –   | –   | –   | –   | –   | –   | –   | –   | 12     |
| 23   | Possum Bourne       | –   | –   | –   | –   | –   | –   | –   | 12  | –   | –   | –   | –   | –   | 12     |
| 23   | Jimmy McRae         | –   | –   | –   | –   | –   | –   | –   | –   | –   | –   | –   | –   | 12  | 12     |
| 26   | Rod Millen          | –   | –   | –   | –   | –   | –   | 10  | –   | –   | –   | –   | –   | –   | 10     |
| 26   | Tony Teesdale       | –   | –   | –   | –   | –   | –   | –   | 10  | –   | –   | –   | –   | –   | 10     |
| 26   | Patrick Tauziac     | –   | –   | –   | –   | –   | –   | –   | –   | –   | –   | 10  | –   | –   | 10     |
| 29   | Paolo Alessandrini  | –   | –   | –   | –   | –   | –   | 8   | –   | –   | –   | –   | 2   | –   | 10     |
| 30   | Rudi Stohl          | –   | –   | 4   | 4   | –   | 2   | –   | –   | –   | –   | –   | –   | –   | 10     |
| 31   | David Officer       | –   | –   | –   | –   | –   | –   | –   | 8   | –   | –   | –   | –   | –   | 8      |
| 31   | Gabriel Raies       | –   | –   | –   | –   | –   | –   | –   | –   | 8   | –   | –   | –   | –   | 8      |
| 31   | Patrick Copetti     | –   | –   | –   | –   | –   | –   | –   | –   | –   | –   | 8   | –   | –   | 8      |
| 31   | Fabrizio Tabaton    | –   | –   | –   | –   | –   | –   | –   | –   | –   | –   | –   | 8   | –   | 8      |
| 35   | Carlos Sainz senior | –   | –   | –   | –   | 4   | –   | –   | –   | –   | –   | –   | –   | 3   | 7      |
| 36   | Georg Fischer       | –   | –   | 6   | –   | –   | –   | –   | –   | –   | –   | –   | –   | –   | 6      |
| 36   | Robin Ulyate        | –   | –   | –   | 6   | –   | –   | –   | –   | –   | –   | –   | –   | –   | 6      |
| 36   | Marc Duez           | –   | –   | –   | –   | 6   | –   | –   | –   | –   | –   | –   | –   | –   | 6      |
| 36   | Björn Waldegård     | –   | –   | –   | –   | –   | –   | 6   | –   | –   | –   | –   | –   | –   | 6      |
| 36   | Ken Adamson         | –   | –   | –   | –   | –   | –   | –   | 6   | –   | –   | –   | –   | –   | 6      |
| 36   | Paulo Lemos         | –   | –   | –   | –   | –   | –   | –   | –   | 6   | –   | –   | –   | –   | 6      |
| 36   | Thorbjörn Edling    | –   | –   | –   | –   | –   | –   | –   | –   | –   | 6   | –   | –   | –   | 6      |
| 36   | Adolphe Choteau     | –   | –   | –   | –   | –   | –   | –   | –   | –   | –   | 6   | –   | –   | 6      |
| 36   | Guy Fréquelin       | –   | –   | –   | –   | –   | –   | –   | –   | –   | –   | –   | 6   | –   | 6      |
| 36   | David Llewellin     | –   | –   | –   | –   | –   | –   | –   | –   | –   | –   | –   | –   | 6   | 6      |
| 46   | Stuart Weeber       | –   | –   | –   | –   | –   | –   | –   | 4   | –   | –   | –   | –   | –   | 4      |
| 46   | Jorge Fleck         | –   | –   | –   | –   | –   | –   | –   | –   | 4   | –   | –   | –   | –   | 4      |
| 46   | Sebastian Lindholm  | –   | –   | –   | –   | –   | –   | –   | –   | –   | 4   | –   | –   | –   | 4      |
| 46   | Martial Yacé        | –   | –   | –   | –   | –   | –   | –   | –   | –   | –   | 4   | –   | –   | 4      |
| 46   | Alex Fiorio         | –   | –   | –   | –   | –   | –   | –   | –   | –   | –   | –   | 4   | –   | 4      |
| 46   | Mats Jonsson        | –   | –   | –   | –   | –   | –   | –   | –   | –   | –   | –   | –   | 4   | 4      |
| 52   | Mike Kirkland       | –   | –   | –   | 3   | –   | 1   | –   | –   | –   | –   | –   | –   | –   | 4      |
| 53   | Simon Davies        | –   | –   | –   | –   | –   | –   | –   | 3   | –   | –   | –   | –   | –   | 3      |
| 53   | Jorge Bescham       | –   | –   | –   | –   | –   | –   | –   | –   | 3   | –   | –   | –   | –   | 3      |
| 53   | Tomi Palmqvist      | –   | –   | –   | –   | –   | –   | –   | –   | –   | 3   | –   | –   | –   | 3      |
| 53   | Alessandro Molino   | –   | –   | –   | –   | –   | –   | –   | –   | –   | –   | 3   | –   | –   | 3      |
| 57   | Erik Johansson      | –   | 1   | –   | –   | –   | –   | –   | –   | –   | 2   | –   | –   | –   | 3      |
| 58   | Bertrand Balas      | 2   | –   | –   | –   | –   | –   | –   | –   | –   | –   | –   | –   | –   | 2      |
| 58   | Bror Danielsson     | –   | 2   | –   | –   | –   | –   | –   | –   | –   | –   | –   | –   | –   | 2      |
| 58   | Joaquim Santos      | –   | –   | 2   | –   | –   | –   | –   | –   | –   | –   | –   | –   | –   | 2      |
| 58   | Rauno Aaltonen      | –   | –   | –   | 2   | –   | –   | –   | –   | –   | –   | –   | –   | –   | 2      |
| 58   | Alain Oreille       | –   | –   | –   | –   | 2   | –   | –   | –   | –   | –   | –   | –   | –   | 2      |
| 58   | Kouichi Hazu        | –   | –   | –   | –   | –   | –   | –   | 2   | –   | –   | –   | –   | –   | 2      |
| 58   | Ernesto Soto        | –   | –   | –   | –   | –   | –   | –   | –   | 2   | –   | –   | –   | –   | 2      |
| 58   | Fredrik Donner      | –   | –   | –   | –   | –   | –   | –   | –   | –   | –   | 2   | –   | –   | 2      |
| 66   | Laurent Poggi       | –   | –   | –   | –   | 1   | –   | –   | –   | –   | –   | –   | –   | –   | 1      |
| 66   | Clive Smith         | –   | –   | –   | –   | –   | –   | 1   | –   | –   | –   | –   | –   | –   | 1      |
| 66   | Grant Goile         | –   | –   | –   | –   | –   | –   | –   | 1   | –   | –   | –   | –   | –   | 1      |
| 66   | Alejandro Schmauk   | –   | –   | –   | –   | –   | –   | –   | –   | 1   | –   | –   | –   | –   | 1      |
| 66   | Timo Heinonen       | –   | –   | –   | –   | –   | –   | –   | –   | –   | 1   | –   | –   | –   | 1      |
| 66   | Lambert Kouame      | –   | –   | –   | –   | –   | –   | –   | –   | –   | –   | 1   | –   | –   | 1      |
| 66   | Sepp Haider         | –   | –   | –   | –   | –   | –   | –   | –   | –   | –   | –   | 1   | –   | 1      |
| 66   | Roger Ericsson      | –   | –   | –   | –   | –   | –   | –   | –   | –   | –   | –   | –   | 1   | 1      |
| Rang | Fahrer              | MON | SWE | POR | KEN | FRA | GRE | USA | NZL | ARG | FIN | CIV | ITA | GBR | Punkte |

### Herstellerwertung
Die Anzahl der Weltmeisterschaftsläufe in der Fahrerweltmeisterschaft entspricht nicht der Anzahl Weltmeisterschaftsläufe in der Herstellerwertung.
| 1    | Lancia     | 20  | –   | 20  | –   | –   | 20  | 20  | 20  | 20  | 20  | –   | 140    |
| 2    | Audi       | 14  | 6   | 8   | 20  | –   | 14  | –   | –   | 12  | –   | 8   | 82     |
| 3    | Renault    | 8   | –   | 17  | –   | 12  | 10  | –   | 10  | –   | 14  | –   | 71     |
| 4    | Volkswagen | 10  | 4   | 14  | 12  | –   | 8   | –   | 14  | –   | –   | 2   | 64     |
| 5    | Ford       | –   | 8   | 2   | –   | 6   | –   | –   | –   | 17  | 12  | 17  | 62     |
| 6    | Mazda      | 12  | 20  | –   | –   | –   | –   | 12  | –   | 8   | –   | –   | 52     |
| 7    | Toyota     | –   | –   | –   | 14  | –   | –   | 8   | –   | –   | –   | –   | 22     |
| 8    | BMW        | –   | –   | –   | –   | 20  | –   | –   | –   | –   | –   | –   | 20     |
| 9    | Opel       | –   | –   | –   | 2   | –   | –   | –   | –   | –   | 8   | 6   | 16     |
| 10   | Subaru     | 1   | –   | –   | 10  | –   | –   | –   | –   | –   | –   | 1   | 12     |
| 11   | Nissan     | –   | –   | –   | 4   | –   | 1   | 4   | –   | –   | –   | –   | 9      |
| 12   | Fiat       | –   | –   | 1   | –   | –   | –   | –   | 4   | –   | –   | –   | 5      |
| Rang | Hersteller |     |     |     |     |     |     |     |     |     |     |     |        |
| Rang | Hersteller | MON | SWE | POR | KEN | FRA | GRE | USA | ARG | FIN | ITA | GBR | Punkte |